# 휴지 전위
휴지 전위(영어: resting potential), 정지전위, 휴지막전위(영어: resting membrane potential) 또는 안정막전압은 세포가 활동하거나 자극 받지 않은 상태일 때의 막 전위이다. 대부분 세포는 안정 상태에서 세포막 안팎의 이온 농도 차에 의해 안쪽이 상대적으로 음전하를 띤다. 이를 가리켜 세포가 전기적으로 분극(electrically polarized)되어 있다고 하며, 그 전위차를 휴지 전위라고 부른다. 세포 안쪽의 전위가 높을 때 막 전위가 양(+)이라고 정의하므로 음의 값을 가지는 것이 보통이다. 세포 종류마다 휴지 전위의 값이 달라서, 적혈구에서는 약 -10 mV인 반면 골격근 세포에서는 약 -90 mV에 이른다.
휴지 전위를 기준으로 막 전위가 더 높아진 경우, 즉 세포 안쪽이 음전하를 띠는 정도가 덜해지거나 오히려 양전하를 띠게 된 경우를 탈분극이라고 하며, 반대의 경우를 과분극이라고 한다. 신경 세포나 근세포를 비롯한 흥분성 세포(excitable cell)는 이러한 막 전위의 변동을 신호 전달에 이용한다. 샘 세포나 대식세포 등 다른 세포에서도 막 전위의 변동이 세포 기능을 활성화하는 데에 기여한다.

## 개요
휴지 전위가 존재하는 것은 첫째로 세포막 안팎으로 나트륨, 칼륨, 염소 등 각종 이온의 농도가 다르고, 둘째로 각 이온에 대한 세포막의 투과성이 다르기 때문이다. 대체로 세포기질에는 칼륨이 많고 나트륨과 염소가 적은 반면, 세포외액에는 나트륨과 염소가 많고 칼륨이 적다. 또한 안정 상태인 신경 세포의 세포막은 대체로 칼륨을 잘 통과시키는 반면 나트륨과 염소는 잘 통과시키지 않는다. 세포막의 칼륨에 대한 투과성은 나트륨에 대한 투과성의 100배에 이르는 것으로 측정된다.
칼륨은 세포 안에 많으므로 바깥으로 확산해 나가려는 경향을 보인다. 그런데 칼륨이 빠져나갈수록 세포 내부는 양이온을 잃어 음전하를 띤다. 음의 막 전위는 양이온을 안으로 끌어당겨 확산을 막는다. 만약 세포막이 오로지 칼륨만을 통과시킨다면, 칼륨 농도 기울기에 의한 확산 경향과 막 전위가 이를 저해하는 정도가 꼭 맞아떨어지는 지점에서 평형이 이루어질 것이다. 이처럼 세포막이 오로지 한 종류의 이온만을 통과시킨다고 가정했을 때 현재의 농도차에서 평형이 이루어지게끔 하는 가상의 막 전위 값을 그 이온에 대한 네른스트 전위(영어: Nernst potential) 또는 평형 전위(영어: equilibrium potential)라고 부른다. 칼륨은 다른 이온에 비해 세포막을 매우 잘 통과하므로 위의 가정은 상당히 사실에 가깝고, 따라서 휴지 전위는 대체로 칼륨의 평형 전위인 약 -90 mV와 비슷하다.
| 세포 종류   | 휴지 전위 (mV)                |
| ----------- | ----------------------------- |
| 신경 세포   | -60 ~ -70                     |
| 골격근 세포 | -85 ~ -95                     |
| 평활근 세포 | -50 ~ -60                     |
| 심근세포    | -80 ~ -90                     |
| 털세포      | -15 ~ -40                     |
| 별아교세포  | -80 ~ -90                     |
| 적혈구      | -8 ~ -12                      |
| 시세포      | -40(간상세포) ~ -70(원추세포) |

실제로는 칼륨뿐만 아니라 나트륨·염소 등도 세포막을 통과하기 때문에, 휴지 전위는 칼륨의 평형 전위에서 살짝 벗어난 값을 가지는 것이 보통이다. 휴지 전위가 어느 이온의 평형 전위보다 높거나 낮으면 이는 그 이온이 세포막을 가로질러 이동하게끔 하는 구동력(driving force)으로 작용한다. 휴지 전위는 일반적으로 칼륨의 평형 전위인 약 -90 mV보다는 높고 나트륨의 평형 전위인 약 +60 mV보다는 낮다. 따라서 칼륨은 바깥쪽으로, 나트륨은 안쪽으로 확산하려는 경향을 보인다. 이러한 경향을 거슬러 능동수송으로 농도 기울기가 유지되기 때문에 평형이 이루어질 수 있다.

## 분자 기제

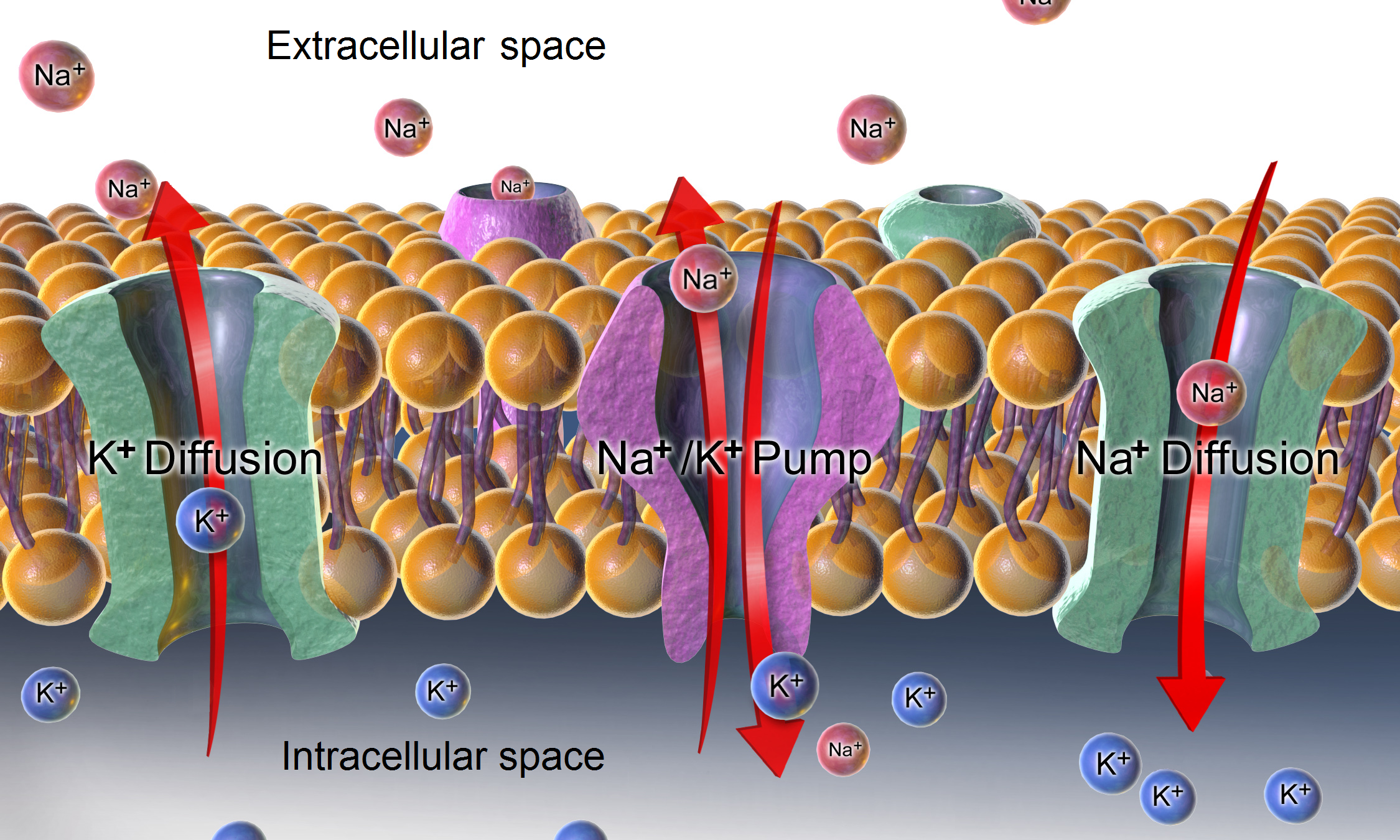
나트륨-칼륨 펌프 등에 의한 능동수송으로 세포막 안팎의 이온 농도 기울기가 형성된다. 휴지 전위의 값은 각 이온의 농도차 및 그에 대한 이온 통로의 분포에 의존한다.

### 능동수송
세포 안팎의 이온 농도 기울기 형성에 기여하는 대표적인 수송 단백질은 나트륨-칼륨 펌프로, ATP 가수분해로 얻는 에너지를 사용하여 나트륨 이온을 세포 밖으로, 칼륨 이온을 세포 안으로 옮긴다. 이때 나트륨-칼륨 펌프는 기전성 펌프(영어: electrogenic pump)로 작용하여 휴지 전위를 낮추는 데에 더욱 기여한다. 나트륨 세 분자를 유출할 때마다 칼륨 두 분자를 유입하므로, 알짜로는 양이온을 한 분자씩 유출하는 셈이기 때문이다. 이로 말미암아 실제 휴지 전위는 확산만을 고려한 값보다 약 4 mV 낮아지는 것으로 추산된다.
한편 염소 이온의 농도 기울기를 유지하는 데에 기여하는 수송 단백질에는 칼륨-염소 공동수송체 등이 있다.

### 선택적 투과성
세포막이 이온에 대한 선택적 투과성을 보이는 것은 각 이온에 대한 이온 통로가 저마다 다른 개수로 존재하고 열린 정도도 서로 다르기 때문이다.

## 전기생리학

### 한 이온의 경우: 네른스트 식
이온 {\displaystyle X}에 대한 평형 전위 {\displaystyle E_{X}}는 다음과 같은 네른스트 식으로 주어진다.
{\displaystyle E_{X}={\frac {RT}{zF}}\ln {\frac {\left[X\right]_{o}}{\left[X\right]_{i}}}}
여기서 {\displaystyle R}는 기체상수, {\displaystyle T}는 절대온도, {\displaystyle z}는 이온의 가수, {\displaystyle F}는 패러데이 상수, {\displaystyle \left[X\right]_{o}}와 {\displaystyle \left[X\right]_{i}}는 각각 세포 외부와 내부의 {\displaystyle X} 이온 농도를 가리킨다. 37℃이고 세포 내외의 이온 조성이 통상적인 신경세포와 같다고 가정할 때, 나트륨·칼륨·염소 이온의 평형 전위는 각각 대략 {\displaystyle E_{\text{Na}}=+60{\text{ mV}}}, {\displaystyle E_{\text{K}}=-90{\text{ mV}}}, {\displaystyle E_{\text{Cl}}=-80{\text{　mV}}} 정도로 계산된다. 나트륨과 칼륨 이온은 각각 세포 외부와 내부에 많기 때문에 평형 전위가 각각 양과 음의 값을 가지며, 염소 이온은 세포 내부에 많지만 음이온이므로 평형 전위가 음의 값을 갖는 것이다.
| 이온 | 세포 밖 농도 (mM) | 세포 안 농도 (mM) | 평형 전위 (mV) |
| ---- | ----------------- | ----------------- | -------------- |
| Na+  | 145               | 15                | +60            |
| Cl-  | 100               | 5                 | -80            |
| K+   | 4.5               | 150               | -94            |
| Ca2+ | 1.8               | 0.0001            | +130           |
| H+   | 0.0001            | 0.0002            | -18            |

네른스트 식을 유도하는 방법에는 여러 가지가 있는데, 하나는 네른스트-플랑크 식을 이용하는 것이다. 확산이 세포막을 통과하여 바깥으로 뻗는 {\displaystyle x}축 방향으로 일차원적으로 일어난다고 가정할 때, 세포막 내의 한 지점에서 이온 {\displaystyle X}에 의한 전류 밀도 {\displaystyle I_{X}}는 다음과 같이 농도 {\displaystyle \left[X\right]} 및 전위 {\displaystyle E}의 기울기에 의존한다.
{\displaystyle I_{X}=-zFD_{X}\left({\frac {\partial \left[X\right]}{\partial x}}+\left[X\right]{\frac {zF}{RT}}{\frac {\partial E}{\partial x}}\right)}
여기서 {\displaystyle D_{X}}는 세포막을 통한 {\displaystyle X}의 확산 계수를 가리키며, 나머지 기호의 정의는 앞에서와 같다. 평형 상태에서는 이온의 흐름이 없어야 하므로, 좌변을 0으로 놓고 세포막 안에서 밖까지 선적분하면 네른스트 식이 도출된다.

### 여러 이온의 경우: 깁스-도난 평형
실제 세포막은 칼륨뿐만 아니라 나트륨·염소 등도 통과시킨다. 만일 이온들이 모두 세포막을 통과 가능하고, 이온들의 수동적 확산이 모두 평형을 이룬 상태에서 휴지 전위가 형성된다면, 휴지 전위는 발생할 수 없다. 그 까닭은 이러하다. 휴지 전위 값이 하나로 정해지려면 모든 이온의 평형 전위 값이 서로 일치해야 하므로, 예컨대 칼륨과 염소만을 고려하는 경우 네른스트 식에 따라 다음이 성립하여야 한다.
{\displaystyle {\frac {RT}{F}}\ln {\frac {\left[{\text{K}}^{+}\right]_{o}}{\left[{\text{K}}^{+}\right]_{i}}}={\frac {RT}{F}}\ln {\frac {\left[{\text{Cl}}^{-}\right]_{i}}{\left[{\text{Cl}}^{-}\right]_{o}}}}
{\displaystyle \left[{\text{K}}^{+}\right]_{o}\left[{\text{Cl}}^{-}\right]_{o}=\left[{\text{K}}^{+}\right]_{i}\left[{\text{Cl}}^{-}\right]_{i}}
그런데 전기 중성 원리에 의해 세포막 안과 밖에서 알짜 전하량은 각각 0이어야 한다. 즉 {\displaystyle \left[{\text{K}}^{+}\right]_{o}=\left[{\text{Cl}}^{-}\right]_{o}}, {\displaystyle \left[{\text{K}}^{+}\right]_{i}=\left[{\text{Cl}}^{-}\right]_{i}}이다. 두 식이 모두 성립하려면 {\displaystyle \left[{\text{K}}^{+}\right]_{o}=\left[{\text{K}}^{+}\right]_{i}}, {\displaystyle \left[{\text{Cl}}^{-}\right]_{o}=\left[{\text{Cl}}^{-}\right]_{i}}이어서 막 전위가 0이 되는 수밖에 없다.

막을 통과하지 못하는 이온에 의해 막 전위가 발생할 수 있다. 이를 깁스-도난 효과라고 한다.

세포질에는 교질이 다량 존재하는데, 이 중에는 단백질 등 전하를 띠고 있으면서도 막을 통과하지 못하는 전해질이 있다. 이러한 물질로 말미암아 막을 자유롭게 통과하는 다른 작은 이온의 분포 역시 영향을 받는데, 이를 도난 효과(영어: Donnan effect) 또는 깁스-도난 효과(영어: Gibbs-Donnan effect)라고 한다. 막을 통과하지 못하는 한 종류의 용질을 제외하고 나머지 모든 이온이 평형을 이룬 상태를 가리켜 도난 평형(영어: Donnan equilibrium) 또는 깁스-도난 평형(영어: Gibbs-Donnan equilibirum)이라고 부른다. 이런 상황에서 에너지 소모 없이도 수동적 확산에 의해 휴지 전위가 생성될 수 있는데, 이를 도난 전위(영어: Donnan potential) 또는 깁스-도난 전위(영어: Gibbs-Donnan potential)라고 부른다.
예를 들어 세포 안에만 음이온 {\displaystyle A^{-}}이 존재하는 상황에서 칼륨·염소 이온이 평형을 이룬다면, 두 이온의 평형 전위가 서로 일치할 조건 {\displaystyle \left[{\text{K}}^{+}\right]_{o}\left[{\text{Cl}}^{-}\right]_{o}=\left[{\text{K}}^{+}\right]_{i}\left[{\text{Cl}}^{-}\right]_{i}}은 똑같지만, 전기적 중성이 유지될 조건은 달라진다.
{\displaystyle \left[{\text{K}}^{+}\right]_{o}=\left[{\text{Cl}}^{-}\right]_{o}}
{\displaystyle \left[{\text{K}}^{+}\right]_{i}=\left[{\text{Cl}}^{-}\right]_{i}+\left[A^{-}\right]_{i}}
이를 풀면 휴지 전위의 값이 0이 아닐 수 있음이 밝혀진다. 예를 들어 {\displaystyle \left[{\text{K}}^{+}\right]_{o}=\left[{\text{K}}^{+}\right]_{i}=\left[{\text{Cl}}^{-}\right]_{o}=\left[{\text{Cl}}^{-}\right]_{i}=100{\text{ mM}}}으로 평형을 이루고 있던 상황에서 세포 안에 {\displaystyle KA} 50 mM을 주입한 것이라면, 세포 안의 칼륨 이온 150 mM 가운데 세포 밖으로 확산해 나간 양을 {\displaystyle x} mM이라고 할 때,
{\displaystyle (150-x)(100-x)=(100+x)(100+x)}
이므로 {\displaystyle x}의 값은 약 11이 된다. 즉 세포 안에는 K+ 139 mM과 Cl- 89 mM, 세포 밖에는 K+ 111 mM과 Cl- 111 mM이 존재하는 것이므로, 네른스트 식에 따라 막 전위는 약 -5.9 mV으로 계산된다.
실제 세포의 휴지 전위는 깁스-도난 평형에 의해 생성되는 것이 아니라고 여겨진다. 그 까닭은 다음과 같다.
- 이론적으로 계산한 깁스-도난 전위의 값은 대개 -10 mV ~ -20 mV 정도인 데 비해 실제로 측정된 휴지 전위의 값은 -40 mV ~ -100 mV 정도로 훨씬 낮다.
- 깁스-도난 평형은 막을 통과하는 이온들이 수동적 평형을 이룬 상태를 가정하지만, 실제 세포에서는 능동수송이 활발하게 일어나므로 이온들은 수동적 평형 상태에 있지 않다.
- 깁스-도난 평형이 이루어지는 데에는 이온들 사이의 막 투과성 차이도, 에너지를 소모하는 능동수송도 필요 없다. 하지만 휴지 전위가 유지되기 위해서는 막 투과성 차이와 에너지 소모가 필요함이 실험적으로 확인되었다.

그러므로 깁스-도난 효과는 막 전위보다는 삼투압과 세포 부피 조절에 더 영향을 미치는 것으로 간주된다. 깁스-도난 평형 상태에서는 세포 밖보다 안에 용질이 더 많이 존재하므로, 삼투압에 의해 물이 세포 안으로 이동하려는 경향을 보이기 때문이다. 세포에서 이를 상쇄하는 것은 나트륨-칼륨 펌프이다. 나트륨 이온은 비록 세포막을 통과할 수는 있지만 나트륨-칼륨 펌프에 의해 세포 밖으로 효과적으로 배출되므로, 막을 통과하지 못하는 제 2의 용질 역할을 한다. 이로 말미암은 이중 도난 효과(영어: double Donnan effect)에 의해 세포 부피가 유지되는 것으로 생각된다.

### 여러 이온의 경우: 골드먼-호지킨-카츠 식
여러 이온을 동시에 고려하여 휴지 전위의 값을 정량적으로 계산할 때 핵심은 평형 상태에서 세포막을 통한 알짜 전류가 0이어야 한다는 조건이다. 나트륨·칼륨·염소만을 고려할 때 이를 다음처럼 표현할 수 있다.
{\displaystyle I_{\text{Na}}+I_{\text{K}}+I_{\text{Cl}}=0}
각 항을 휴지 전위의 값 {\displaystyle E_{m}} 및 이온의 막 투과도 등의 함수로 나타낼 수 있다면, 위 식에 대입하여 {\displaystyle E_{m}}에 대한 방정식을 얻을 수 있다. 따라서 각 이온에 대한 전류-전압 관계식을 찾는 것이 문제가 되는데, 이를 계산하는 방식에 여러 가지가 있다.
대표적인 것은 골드먼 식(영어: Goldman equation) 또는 골드먼-호지킨-카츠 식(영어: Goldman-Hodgkin-Katz equation, GHK equation)으로, 다음과 같은 가정에 의존한다.
1. 세포막을 통한 각 이온의 확산은 서로 독립적으로 일어난다.
2. 각 이온에 대한 확산 계수는 세포막을 통과한 깊이와 무관하게 일정하다.
3. 전위는 세포막을 통과한 깊이에 정비례해서 변화한다.

각 이온에 대한 네른스트-플랑크 식을 전류 평형 조건에 대입한 다음, 위 가정에 근거하여 선적분하면 이온 {\displaystyle X}에 의한 전류 밀도를 다음처럼 표현할 수 있다.
{\displaystyle I_{X}=E_{m}P_{X}{\frac {\left(zF\right)^{2}}{RT}}{\frac {{\text{e}}^{zE_{m}F/(RT)}\left[X\right]_{i}-\left[X\right]_{o}}{{\text{e}}^{zE_{m}F/(RT)}-1}}}
여기서 {\displaystyle P_{X}}는 이온 {\displaystyle X}에 대한 세포막의 투과도를 가리키며, {\displaystyle X}에 대한 확산 계수 {\displaystyle D_{X}}를 세포막의 두께로 나눈 값으로 정의된다. 다른 기호의 정의는 앞에서와 같다. 이로부터 휴지 전위의 값 {\displaystyle E_{m}}에 대한 다음 식이 도출된다.
{\displaystyle E_{m}={\frac {RT}{F}}\ln {\frac {P_{\text{Na}}\left[{\text{Na}}\right]_{o}+P_{\text{Na}}\left[{\text{K}}\right]_{o}+P_{\text{Cl}}\left[{\text{Cl}}\right]_{i}}{P_{\text{Na}}\left[{\text{Na}}\right]_{i}+P_{\text{Na}}\left[{\text{K}}\right]_{i}+P_{\text{Cl}}\left[{\text{Cl}}\right]_{o}}}}

### 회로 이론을 이용한 접근
골드먼-호지킨-카츠 식에서 가정하는 전압-전류 관계는 특수한 경우를 제외하고는 비선형적이다. 이와 달리 전압-전류 관계가 선형적이라는 옴의 법칙을 가정하고 세포막을 일종의 RC 회로로 간주하여 계산하는 수도 있다.
이온 {\displaystyle X}에 대한 저항의 역수 즉 전기전도도(conductance)를 {\displaystyle g_{X}}라고 하면, {\displaystyle X}의 움직임에 의해 발생하는 세포 바깥 방향으로의 전류의 크기는 {\displaystyle I_{X}=g_{X}\left(E_{m}-E_{X}\right)}으로 주어진다. 전류 평형 조건에 대입하고 {\displaystyle E_{m}}에 대하여 풀면 다음과 같은 평균전도방정식(영어: chord conductance equation)을 얻는다.
{\displaystyle E_{m}={\frac {g_{\text{Na}}E_{\text{Na}}+g_{\text{K}}E_{\text{K}}+g_{\text{Cl}}E_{\text{Cl}}}{g_{\text{Na}}+g_{\text{K}}+g_{\text{Cl}}}}}
골드먼-호지킨-카츠 식과 비교하여 평균전도방정식은 한결 실용적인데, 투과도와 이온 농도에 비해 전기전도도와 평형 전위가 실험적으로 측정하기 쉽기 때문이다.

## 역사

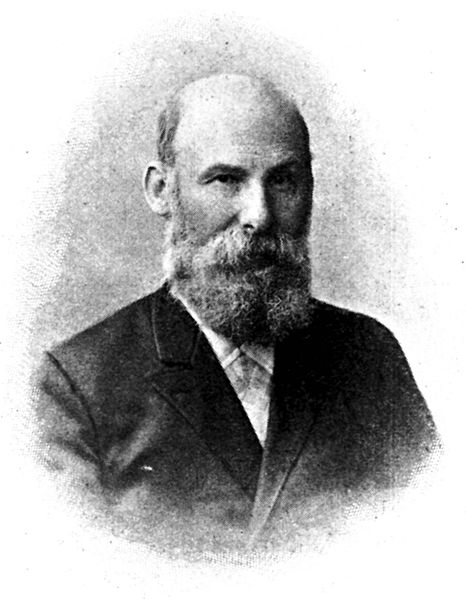
율리우스 베른슈타인의 사진.

세포가 안정 상태에서 전기적으로 분극되어 있다는 가설은 생체전기를 연구하는 과정에서 등장했다. 루이지 갈바니는 1791년 발표한 《근육운동에 대한 전기의 효과에 대한 주석서 (De Viribus Electricitatis in Motu Musculari Commentarius)》에서 개구리의 근육에 금속을 가져다 대면 근수축이 일어난다는 실험 결과를 기술하였다. 갈바니는 이 현상을 야기하는 전류가 서로 다른 두 금속이 맞닿아서 생겨난 것이라는 알레산드로 볼타의 주장에 반대하여 근섬유가 마치 라이덴병처럼 전기를 저장하고 있다고 추측했다. 이후 에밀 뒤부아레몽은 근육에서 전류가 관찰되는 것이 실험 과정에서 상처가 났기 때문이라는 비판에 맞서 전류가 근육 안에 이미 존재하고 있다는 이론을 옹호하였다.
1880년대~1890년대에 야코뷔스 헨리퀴스 판트호프와 빌헬름 오스트발트를 비롯한 학자들은 반투과성막의 전기화학에 대한 연구를 선도하였다. 발터 네른스트는 1889년 막 안팎의 이온 조성과 막 전위를 연관 짓는 네른스트 식을 발표하였다. 1890년 오스트발트는 막을 자유롭게 통과하는 이온과 그러지 못하는 이온이 공존할 때 0이 아닌 휴지 전위가 형성될 수 있음을 지적하였고, 이것이 생체전기의 기원일지도 모른다고 추측했다. 1896년 율리우스 카츠(Julius Katz)는 다양한 근육 안팎의 이온 조성을 조사하여 오스트발트의 추측을 지지하였다.
뒤부아레몽의 동료였던 율리우스 베른슈타인은 반투과성막에 대한 당대의 최신 연구를 받아들여, 전류가 아니라 전압이 미리 존재하는 것이라는 이론을 세웠다. 베른슈타인은 네른스트의 1893년 저작 《이론화학 (Theoretische Chemie)》을 접해 네른스트 식에 대해 알게 되었고, 1902년에는 근육에서 관찰되는 전류의 크기가 절대온도에 정비례함을 실험적으로 확인하였다. 그는 이 결과가 네른스트 식의 예측을 증명한다고 해석하였고, 이를 바탕으로 근육의 휴지 전위가 칼륨 이온의 농도 기울기 때문에 생겨나는 것이라고 제안하였다.
베른슈타인의 가설은 조직에 구멍을 뚫었을 때 안에서 밖으로 전류가 흘러나온다는 관찰에 기반한 것이었을 뿐, 손상되지 않은 단일 세포의 휴지 전위를 직접 측정한 것은 아니었다. 실제 휴지 전위를 측정하려는 노력은 1920년대부터 시작되었다. 1923년 윈스럽 오스테르하우트(Winthrop John Vanleuven Osterhout)는 거대한 녹조식물인 발로니아(Valonia)에 유리 모세관 전극을 삽입하여 약 1-2 mV의 휴지 전위를 측정하였다. 나중에 다른 연구자들이 개선된 장비로 다시 측정해보니 실제 값은 약 +5 mV인 것으로 확인되었다. 이후로 거대 식물 세포에서 성공적인 휴지 전위 측정이 이루어졌는데, 발로니아에서 관찰되는 양의 막 전위는 특수한 현상이었음이 드러났다. 1928년 튤립 꽃가루의 휴지 전위는 약 -15 mV로, 1930년 녹조식물 니텔라(Nitella)의 휴지 전위는 약 -164 mV로 측정되었다.

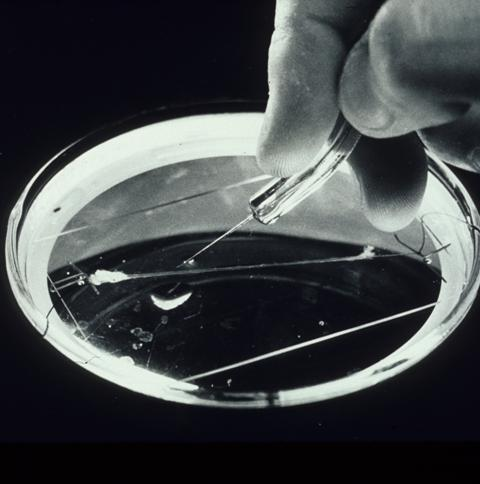
오징어 거대 축삭.

이와 달리 동물 세포에서 성공적인 측정이 이루어지기까지는 더 많은 시행착오가 필요했다. 극피동물 알이나 아메바 등 거대 동물 세포가 주로 실험 대상이 되었는데, 휴지 전위 값은 0에 가깝게 측정되곤 했다. 나중에야 극피동물 알의 세포막을 제대로 뚫지 못하는 바람에 이와 같은 오류가 발생했다는 설명이 받아들여졌다. 한편 더 일반적인 크기의 동물 세포에서도 측정이 시도되었으나 이 역시 미진했다. 예컨대 1934년에는 개구리 골격근을 대상으로 실험이 진행되었는데, 근형질에 전극을 삽입하였을 때 전위가 급격하게 변하는 것이 관찰되었다. 그러나 전극이 뚫고 들어간 자리 주위로 틈이 생겼기 때문인지 전위차가 금세 0으로 되돌아갔으므로, 이 현상은 상처 때문에 일어난 비정상적인 반응이라고 해석되었다. 동물 세포의 막 전위를 성공적으로 측정하는 데에는 오징어 거대 축삭을 실험 대상으로 선정한 것이 결정적이었으며, 1940년대 이후로 미세 전극 제작 기술의 발전에 힘입어 음의 휴지 전위가 일반적이라는 사실이 밝혀지게 되었다.

## 같이 보기
- 활동전위
- 탈분극
- 과분극
- 막 전위

## 참고문헌
- Sperelakis, N. (2001). 《Cell physiology sourcebook: a molecular approach》 3판. San Diego: Academic Press. ISBN 978-0-12-656976-6.
- Rettinger, J, Schwarz, S., & Schwarz, W. (2016). 《Electrophysiology: Basics, Modern Approaches and Applications》. Heidelberg: Springer. ISBN 978-3-319-30011-5.
- Luo, Liqun (2016). 《Principles of Neurobiology》. New York: Garland Science, Taylor & Francis Group. ISBN 978-0-8153-4492-6.
- Hall, John E., Hall, Michael E., & Guyton, Arthur C. (2021). 《Guyton and Hall Textbook of Medical Physiology》 14판. Philadelphia: Elsevier. ISBN 978-0-323-59712-8.